# مویکوواس
شهر موجکوفاتس (به روسی: Мојковац) در کشور مونته‌نگرو واقع شده‌است. جمعیت این شهر ۳٫۹۶۹ نفر  است. در تاریخ سده ۱۳ (میلادی) به عنوان شهر شناخته شد.